# Passengers (groupe italien)
Pour les articles homonymes, voir Passengers.
Passengers (également orthographié I Passengers ou The Passengers) est un groupe italo-américain de pop et Italo disco, qui a surtout connu le succès au début des années 1980.

## Histoire
Le groupe est formé en 1979, et se composait de deux chanteurs (Gesualdo « Kim » Arena, déjà actif depuis la fin des années 1960, et Chuck Rolando) et de deux chanteuses (Mary Shay Collen et Elwanda Contreras),. Produit par Angelo et Felice Piccaredda, Passengers obtient ses premiers succès en 1980 avec le single He's Speedy Like Gonzales, qui se classe dixième au hit-parade italien, et une reprise de The Lion Sleeps Tonight,,. En 1981 et 1983, ils participent au festival de musique de Sanremo, respectivement avec les chansons Midnight (25e au hit-parade italien) et Movie Star,. Le groupe se sépare en 1987.
Chuck Rolando continue à travailler dans le secteur de la musique et, en 1992, il devient PDG et directeur général de Sony ATV Music Publishing (Italie), supervisant l'administration et le développement créatif des catalogues de chansons d'artistes tels que les Beatles, Bob Dylan et Leonard Cohen. Kim Arena décède en 2004.

## Discographie

### Albums studio
- 1979 : Girls Cost Money (Durium)
- 1980 : Passengers (Durium)
- 1981 : Casinò (Durium)
- 1982 : Parade (Durium)
- 1983 : Sound Adventure (Durium)
- 1984 : Buon Compleanno TV (Durium)
- 1985 : New Album (Delta Records)